# Жан-Марк Еро
Жан-Марк Еро (фр. Jean-Marc Ayrault; Молеврије, 25. јануар 1950) француски је политичар, који је вршио функцију премијера Француске од 15. маја 2012. до 31. марта 2014. године.